# جائزة المجر الكبرى 1988
جائزة المجر الكبرى 1988 هو سباق فورمولا 1 أقيم بتاريخ 7 أغسطس 1988 في حلبة المجر، بودابست. كان العاشر من أصل 16 في بطولة العالم لسباقات الفورمولا واحد موسم 1988. حلّ البرازيلي آيرتون سينا أولا بينما حلّ الفرنسي ألن بروست في المركز الثاني وجاء تييري بوتسين ثالثا.